# Fantastilliarde
Eine Fantastilliarde (auch Phantastilliarde) ist ein fiktives Zahlwort für eine sehr große, aber unbestimmte Zahl oder Geldsumme. Die Bezeichnung wurde – wie Fantastillion – durch Erika Fuchs’ Übersetzungen der Arbeiten von Carl Barks in der deutschen Sprache populär.
Eine Fantastillion beschreibt in den Comics um die Familie Duck eine Teilsumme von Dagobert Ducks Vermögen. Eintausend Fantastillionen (gemäß der realen Million × 1000 = Milliarde) ergeben eine Fantastilliarde.
In der Geschichte Das Phantastillionen-Jubiläum (LTB 53 – Titel: Dagobert, der Milliardenakrobat) werden 30 Phantastillionen ausgeschrieben als eine 30 gefolgt von 80 Nullen. Laut seiner eigenen Aussage ist das Dagobert Ducks Gesamtvermögen, 50 Jahre nachdem er im Jahr 1927 in Gold Spring/Colorado seine erste Million erwarb. In der Neuauflage der Geschichte unter dem Titel Die Millionen in Dosen (Titel des LTB in Neuauflage: Die Bombastium Expedition) findet sich in dieser Version nur noch eine 30 gefolgt von 69 Nullen, dies entspreche 30 Undezilliarden. 
In einer anderen Geschichte (Lustiges Taschenbuch 123 – Titel: Onkel Dagobert lebe hoch in der Geschichte Mit 80 Talern um die Welt) wetten Dagobert Duck und Klaas Klever um einen Geldbetrag. Den von Dagobert vorgeschlagenen Wetteinsatz von einem Taler erhöht Klaas Klever auf eine Milliarde. Daraufhin fragt Dagobert: „Mal im Ernst, Herr Kollege, was macht eine Milliarde mal eine Milliarde?“ und gibt auch gleich die Antwort darauf: Dies sei eine Fantastilliarde. Damit wäre eine Fantastilliarde nach deutscher Nomenklatur eine Trillion (1 mit 18 Nullen). In seinem Geldspeicher rauft sich Dagobert später die Kopffedern und hadert damit, dass eine Fantastilliarde fast ein Tausendstel seines Gesamtvermögens sei. 
Dagobert Duck besäße dann etwas mehr als eine Trilliarde (1 mit 21 Nullen) Taler.